# تپه قلعه‌داغی
تپه قلعه داغی مربوط به هزاره اول قبل از میلاد - سده‌های میانه دوران‌های تاریخی پس از اسلام است و در شهرستان ورزقان، بخش مرکزی، دهستان ازومدل جنوبی، ۳۰۰ متری ضلع شمالی روستای روادانق واقع شده و این اثر در تاریخ ۲۷ بهمن ۱۳۸۷ با شمارهٔ ثبت ۲۴۵۱۵ به‌عنوان یکی از آثار ملی ایران به ثبت رسیده‌است.